# Човек на паважа
„Човек на паважа“ е български игрален филм (криминалeн) от 1987 година на режисьора Хачо Бояджиев, по сценарий на Любен Станев. Сценарият е написан по действителен случай от книгата „Изповеди на стария прокурор“ на Петко Здравков. Оператор е Борис Янакиев. Музиката във филма е композирана от Вили Казасян.

## Сюжет
На улицата е прегазен човек. Следите довеждат следователя Ваклинов до голяма автобаза. Сред заподозрените е един от шофьорите - Дамян, чиято съпруга е бивша приятелка на колегата му Тони. Скоро обаче се появяват нови обстоятелства, които променят хода на разследването.

## Актьорски състав
- Тодор Колев – Следователят Ваклинов
- Николай Сотиров – Тони
- Кирил Варийски – Сашко
- Виргиния Захариева – жената на Дамян
- Велко Кънев – Стоименов
- Кристина Димитрова – Мила
- Надежда Казасян – Жената на следователя
- Георги Русев – Бай Киро
- Никола Тодев – Бай Стоян
- Антон Радичев – Дамян
- Константин Цанев – Новаков
- Момчил Карамитев
- Станислав Пищалов
- Йордан Ганчев - дисководещ
- Велико Стоянов – шофьор

В епизодите:
- Магда Шалева
- Иван Обретенов
- Стефка Илиева
- Стефан Георгиев
- Георги Николов
- Мариета Попова
- Мария Джидрова
- Теодоси Досев
- Емил Марков
- Валентин Недялков